# CT Bus

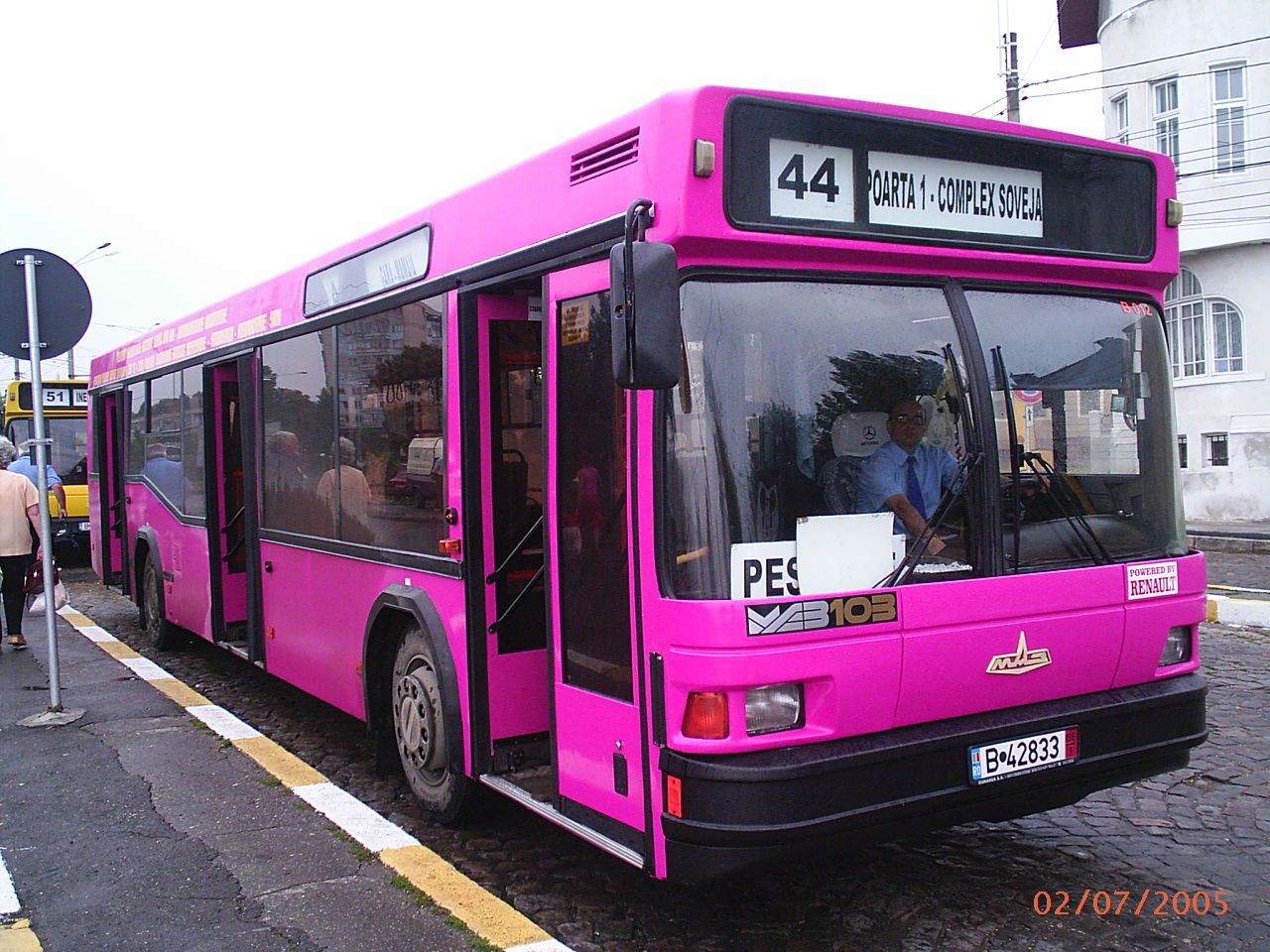
Costanza: autobus MAZ-103 della RATC sulla linea 44

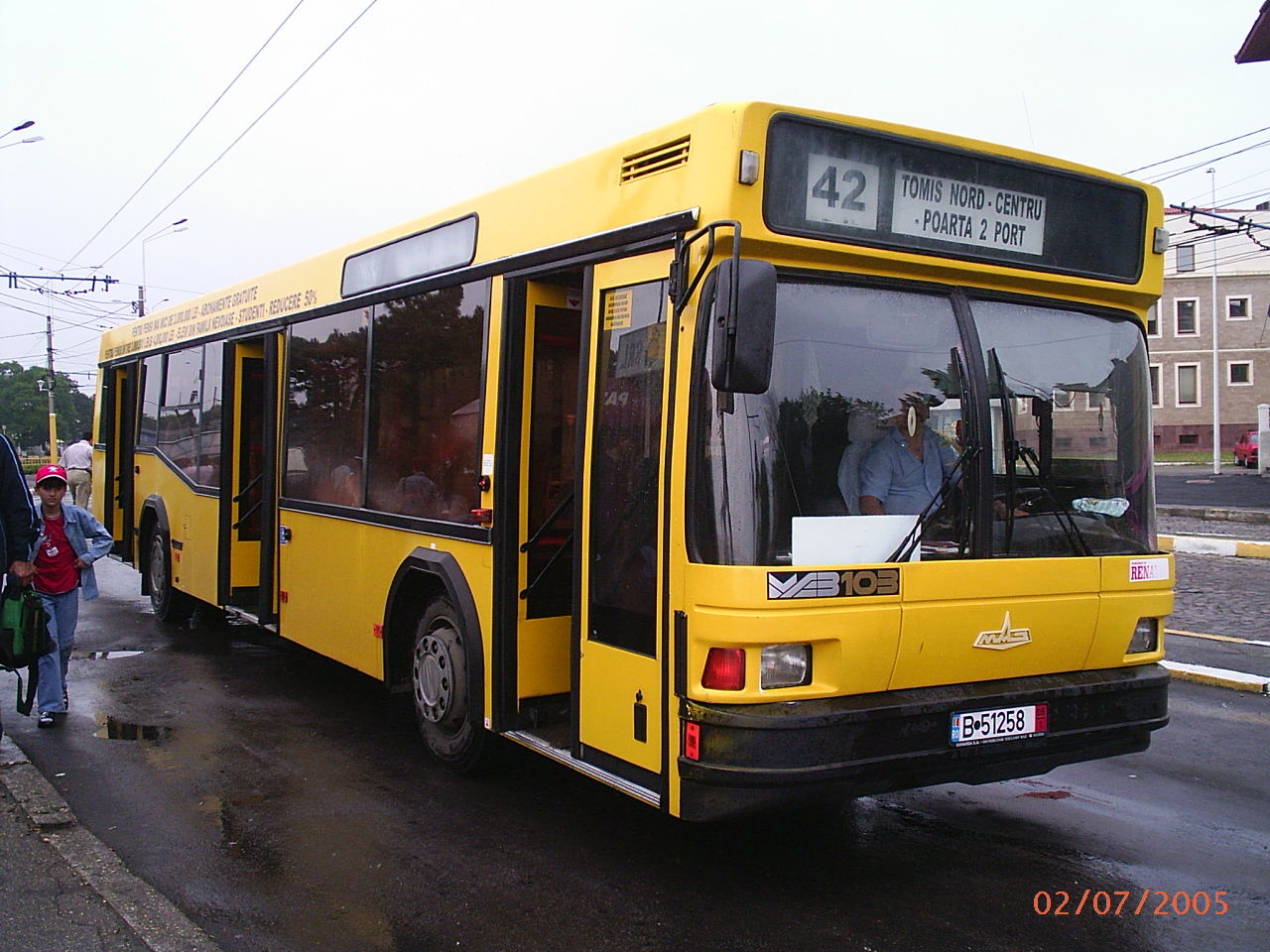
altro autobus MAZ-103" della RATC sulla linea 42 a Costanza in Romania

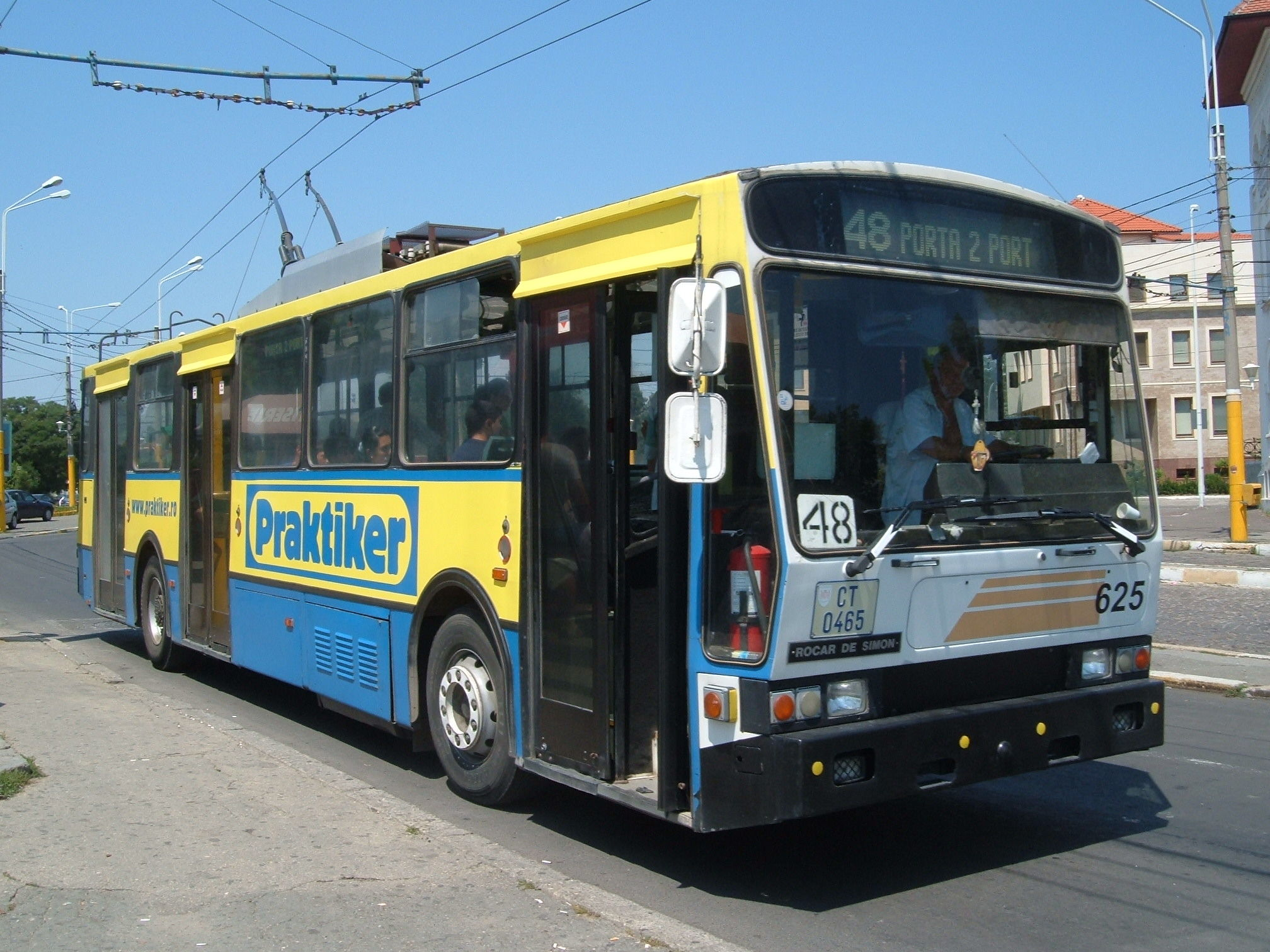
filobus Rocar De Simon E412 n. 625 della RATC sulla linea 48 a Costanza in Romania

CT Bus, in precedenza Regia Autonomă de Transport in comun Constanţa, è l'azienda che svolge il servizio di trasporto pubblico nella città di Costanza in Romania.

## Esercizio
Negli ultimi anni la RATC ha privilegiato i percorsi automobilistici (17 linee), serviti da autobus e minibus, a scapito di quelli espletati con filobus (solo 2 linee) e tram (2 linee soppresse nel 2008 e le vetture accantonate); l'azienda aderisce all'Uniunea Romana de Transport Public, organismo nazionale che riunisce gli operatori rumeni di trasporto pubblico.

## Parco aziendale
La flotta è costituita da:
- 143 autobus, di cui 130 della MAZ (modello MAZ-103) dalle livree sgargianti (fucsia, giallo, verde) ed i restanti, di vecchio tipo, a marchio "DAC".
- 21 minibus.
- 26 filobus, quasi tutti modello Rocar De Simon E412 LS, instradati sulle due linee 48 e 48 barrato.